# Jabal an Nabi Shu'ayb
Le Jabal an Nabi Shu'ayb est une montagne du Yémen. Avec 3 666 mètres d'altitude, elle constitue le point culminant des monts Sarawat et de la péninsule arabique. Grâce à son relief, elle reçoit des précipitations importantes pour la région, ce qui la rend fertile. Une route permet avant tout d'accéder aux installations militaires à son sommet. Son nom lui vient du prophète Chou‘ayb, dont un des tombeaux est construit sur la montagne.

## Toponymie
Le nom en arabe du sommet, جبل النبي شعيب (jabal ān-naby šʿayb), signifie « montagne du prophète Shu'ayb ».

## Géographie

### Localisation, topographie
Le Jabal an Nabi Shu'ayb est situé dans la partie méridionale des monts Sarawat, dans l'Ouest du Yémen, dans le gouvernorat de Sanaa, à environ 25 kilomètres à l'ouest de Sanaa, la capitale du pays. Le sommet s'élève à environ 3 660 mètres d'altitude, les sources cartographiques récentes indiquant plus précisément 3 666 mètres,,, ce qui en fait le point culminant du massif, du pays et de toute la péninsule arabique. Il possède une hauteur de culminance de 3 326 mètres, ce qui en fait le troisième de tout le Moyen-Orient. Le versant oriental de la montagne est peu pentu et son dénivelé depuis le plateau où est située Sanaa peu important. En revanche, son versant occidental s'élève brusquement de plus de 1 500 mètres au-dessus des vallées relativement encaissées en direction de la côte de la mer Rouge, à près de 120 kilomètres du sommet.

### Climat
Le Jabal an Nabi Shu'ayb constitue une barrière contre les nuages chargés d'humidité venant de l'ouest, ce qui provoque davantage de précipitations sur son versant occidental. Bien qu'il ne soit jamais recouvert de neige comme peuvent l'être ses homologues du Liban ou de Syrie, la présence de flocons a été observée au sommet et le gel est quasi-quotidien en hiver. Les vents peuvent être violents.

## Histoire
La montagne abrite un des tombeaux du prophète de l'islam Chou‘ayb.

## Activités
Un poste militaire est installé au sommet et un radar y a été construit.
Les importantes précipitations, en particulier sur le versant occidental, rendent la montagne particulièrement fertile. De nombreuses cultures en terrasses sculptent ses flancs.
Une route secondaire à usage restreint permet d'atteindre le sommet depuis le sud. Elle part de la route reliant Sanaa à al-Hodeïda, en birfurquant sur la droite après avoir passé le village de Matnah (en) en direction de celui de Al-Khamis (en) vers l'ouest. Il est relativement difficile d'obtenir une autorisation pour gravir le sommet mais les restrictions se font moins strictes ces dernières années.